# Sri Sulalai
Chao Chom Manda Riam (TH)  เจ้าจอมมารดาเรียม, Principessa madre Sri Sulalai (TH)  กรมสมเด็จพระศรีสุลาไลย (1770 – Bangkok, 1837) fu principessa consorte del re Rama II e regina madre del re Rama III, monarchi della dinastia Chakri nel regno di Rattanakosin o regno del Siam, l'odierna Thailandia.
Nacque con il nome di Riam nel 1770 durante il regno di re Taksin di Thonburi. Proveniva da una famiglia islamica, il padre Chan fu nominato marchese e governatore della provincia di Nonthaburi con il titolo di Phraya Nonthaburi, la madre Pheng era di famiglia musulmana sunnita di origine indo-persiana. Un suo discendente diretto da parte di madre, Sulaiman, era divenuto sultano di Songkhla dopo aver dichiarato l'indipendenza della provincia dal Siam nel 1629.
Fu concubina del principe Isarasundhorn, che alla morte del padre re Rama I ne sarebbe diventato il successore Rama II. Il principe la sposò, ma non avendo sangue reale non poté divenire regina. A quel tempo la poligamia era legale ed in seguito Isarasundhorn avrebbe sposato anche la principessa Bunrod che sarebbe diventata regina. Vissero insieme nel Palazzo Reale Wang Derm di Thonburi. Nel 1787 Riam ebbe un figlio dal principe, a cui fu dato il nome Tub, che in seguito divenne re Jessadabodindra (Rama III) succedendo al padre.
Alla morte del re Rama I nel 1809, Isarasundhorn fu incoronato monarca e Riam ottenne il titolo di Chao Chom Manda (principessa consorte), riservato alle mogli del monarca che non avevano sangue reale e che gli avevano dato un figlio. La principessa Bunrod diventò invece la regina Sri Suriyendra. Si trasferirono nel Grande Palazzo Reale di Bangkok dove a Chao Chom Manda Riam fu data la responsabilità della supervisione delle cucine reali. Il principe Tub aveva grande personalità, fu di aiuto al padre nel soffocare una ribellione nel 1809, e per questo gli fu dato il titolo onorifico di principe Jessabodindra, si distinse anche come sovrintendente nel ministero del commercio e degli affari esteri.
Re Rama II morì il 21 luglio 1824 senza aver designato il suo erede al trono. L'aristocrazia scelse il principe Jessabodindra per la sua grande esperienza negli affari di stato, preferendolo al ventenne fratellastro principe Mongkut, figlio della regina Sri Suriyendra, ritenuto troppo giovane. Tub divenne il nuovo re Jessadabodindra ed elevò Chao Chom Manda Riam al rango di principessa madre col titolo di Krom Somdet Phra Sri Sulalai.
La principessa madre morì nel 1837.